# 九江日本领事馆公寓旧址
29°43′35″N 115°58′35″E / 29.72639°N 115.97639°E
九江日本领事馆公寓旧址位于中国江西省九江市浔阳区湓浦路14号院内，原是日本驻九江领事馆的职员公寓。
2018年，原英亚细亚公寓旧址、九江日本台湾银行旧址、日本领事馆旧址、九江日本领事馆公寓旧址4栋历史建筑组成的九江租界旧址博物馆，在浔阳区湓浦路14号1858轻奢院子内开馆。
2021年1月28号，英亚细亚公寓旧址公布为四批九江市文物保护单位。